# Malindi Sport Club
Der Malindi Sports Club ist ein sansibarischer Fußballverein aus Unguja.

## Geschichte
Der 1942 gegründete Verein hatte seine „goldenen“ Zeiten Anfang der 90er Jahre. Dort dominierte er die Premier League Sansibar und konnte zweimal die tansanische Premier League gewinnen. 1995 zog der Verein überraschend bis ins Halbfinale des CAF Cup ein und schied nur im Elfmeterschießen gegen Étoile Sportive du Sahel aus. Malindi trägt seine Heimspiele im Amaan Stadium aus.

## Erfolge
- Tansanischer Meister: 1989, 1992
- Tansanischer Pokalsieger: 1993

- Premier League Sansibar: 1959, 1964, 1989, 1990, 1992
- FA Cup Sansibar: 1994, 2019
- Mapinduzi Cup: 2007

## Stadion
Der Verein trägt seine Heimspiele im Amaan Stadium in Sansibar aus. Das Stadion hat ein Fassungsvermögen von 15.000 Personen.

## Trainer
| Trainer        | Nation    | von          | bis           |
| -------------- | --------- | ------------ | ------------- |
| Yordan Stoykov | Bulgarien | 1. Juli 1993 | 30. Juni 1995 |

## Statistik in den CAF-Wettbewerben
| Wettbewerb                          | Runde         | Gegner                   | Hinspiel | Rückspiel            |  |
| ----------------------------------- | ------------- | ------------------------ | -------- | -------------------- |  |
|                                     |               |                          |          |                      |  |
| African Cup of Champions Clubs 1990 | Vorrunde      | Mukungwa FC              | 0:0 (H)  | 1:2 (A)              |  |
| African Cup of Champions Clubs 1993 | Vorrunde      | Saint-George SA          | 1:1 (A)  | 1:0 (H)              |  |
|                                     | 1. Runde      | al Zamalek SC            | 0:1 (H)  | 0:4 (A)              |  |
| African Cup Winners’ Cup 1994       | 1. Runde      | Kampala City Council FC  | w/o      | w/o                  |  |
|                                     | 2. Runde      | Eleven Men in Flight FC  | 1:0 (H)  | 1:0 (A)              |  |
|                                     | Viertelfinale | Mbilinga FC              | 0:4 (A)  | 1:0 (H)              |  |
| CAF Cup 1995                        | 1. Runde      | Mbabane Swallows         | 2:0 (H)  | 1:0 (A)              |  |
|                                     | 2. Runde      | Kampala City Council FC  | 1:0 (H)  | 2:0 (A)              |  |
|                                     | Viertelfinale | OC Agaza                 | 0:0 (H)  | 2:0 (A)              |  |
|                                     | Halbfinale    | Étoile Sportive du Sahel | 0:1 (A)  | 1:0 (H) / n. E.: 3:4 |  |